# ريتش جونستون
ريتش جونستون (بالإنجليزية: Rich Johnston)‏ هو ناقد قصص مصورة بريطاني، ولد في 21 نوفمبر 1972 في غلوستر في المملكة المتحدة.

## وصلات خارجية
- ريتش جونستون على موقع IMDb (الإنجليزية)